# 秋葉權現
秋葉權現（日语：秋葉権現）乃日本靜岡縣秋葉山的山岳信仰與修驗道融合、神佛習合下的神祇，又稱秋葉三尺坊大權現。其本地佛為觀世音菩薩，共有75尊跟隨的眷屬神。該神明是家喻戶曉、可預防火災的「火伏神」（日语：火伏せの神），其信仰中心為位於靜岡縣西部的秋葉神社，後來推廣至日本全國。在神佛分離、廢佛毀釋尚未實行前，該社乃自遠州大登山秋葉寺分靈而來，為全國秋葉社、秋葉宮之總本社。

## 概要

### 起源
秋葉山的山岳信仰乃起源自距今1千3百多年前，信州出身的修驗者三尺坊死後被尊稱為「秋葉三尺坊大權現」，被視為觀世音菩薩的化身。此修驗者生前選擇至越後長岡藏王權現十二坊之一的「三尺坊」籠中修行，故得其名。三尺坊生前曾發下三大誓願：
- 第一、凡信我者，失火、延燒與一切火災皆能避險（第一我を信ずれば、失火と延焼と一切の火難を逃す）。
- 第二、凡信我者，病痛、災難與一切苦患皆能救贖（第二我を信ずれば、病苦と災難と一切の苦患を救う）。
- 第三、凡信我者，生業、心願與一切滿足皆能施予（第三我を信ずれば、生業と心願と一切の満足を与う）。

### 秋葉信仰
寬永2年（1625年）蘆月嚴秀擔任遠州大登山秋葉寺住持時，內部起了內鬨：嚴秀派以曹洞宗之可睡齋為代表、反對派則獲得當山派修驗道之二諦坊為助力，最後交由寺社奉行裁定。根據德川家康當局的裁定，由嚴秀派獲得勝訴，秋葉寺歸屬曹洞宗，成為可睡齋之末寺。
江戶時代因木造房屋密集，具「火伏神」神格的秋葉權現信仰興起，貞享2年（1685年）發生一系列的貞享秋葉祭典（貞享の秋葉祭り）風潮，各地頻頻請神分靈。由於一般平民前往遠州參拜秋葉寺必須負擔龐大旅費，各地信徒遂組成「秋葉講」的互助組織，共同出錢成立公基金，委由輪替選出的人使用公款，前往秋葉寺朝山參拜並迎回分靈。各地的秋葉講組織在極盛時期高達3萬餘社，最終引發德川幕府的不安，於同年11月25日下達禁止令。安永7年（1778年）秋葉寺成為後桃園天皇的勅願所。
慶應4年（1868年）發生神佛分離、廢佛毀釋等事件，主祭神從修驗道的秋葉權現換成神道的火之迦具土神；明治6年（1873年）遠州大登山秋葉寺遭到廢寺，秋葉神社亦遭強制改組，故目前各地之秋葉神社多以火之迦具土神為祭神。

### 與秋葉原的淵源
現在秋葉原電器街附近在江戶時代乃是下級武士的居住區域，因木造房屋擁擠，屢屢發生火災。明治2年（1869年）該地又發生大火，當時東京市政府決定在當地設置9千坪（約3萬平方米）的防火重點地段，並於翌年自遠州秋葉大權現分靈，設立鎮火神社。所以當初此處原稱「鎮火原」，因鎮火神社改名秋葉神社（現已遷座至台東區松谷），故更名作「秋葉原」。

## 信仰
目前仍奉祀秋葉權現的佛寺如下列：
- 秋葉總本殿可睡齋（靜岡縣袋井市）
- 秋葉山秋葉寺（靜岡縣濱松市天龍區）
- 秋葉山本坊峰本院（靜岡縣靜岡市清水區）

## 流行文化
- 《妖怪少女MONSTER GIRL》中男主角在幼年時被秋葉權現所救，成為其分身。

## 外部連結
- （日語）秋葉山本宮秋葉神社 （页面存档备份，存于）
- （日語）秋葉山秋葉寺 （页面存档备份，存于）
- （日語）秋葉総本殿可睡斎 （页面存档备份，存于）
- （日語）秋葉山本坊峰本院 （页面存档备份，存于）
- （日語）日本第一総本廟 別当 常安寺[]
- （日語）秋葉神社と秋葉三尺坊 栃尾観光協会 （页面存档备份，存于）
- （日語）秋葉信仰データベース